# Димитор (гора)
Димитор (серб. Димитор) — гора в Боснии и Герцеговине на территории Республике Сербской, в общине Мрконич-Град. Находится между верхним течением реки Саны на западе и Подрашским полем на востоке. Её высота составляет 1 483 метров над уровнем моря.
Ежегодно «Альпинистский союз Республики Сербской» организует зимнее восхождение на Димитор.